# Мостовка (Верхньопишминський міський округ)
Мосто́вка (рос. Мостовка) — присілок у складі Верхньопишминського міського округу Свердловської області.
Присілок був утворений 2004 року.